# Dennis Wilms

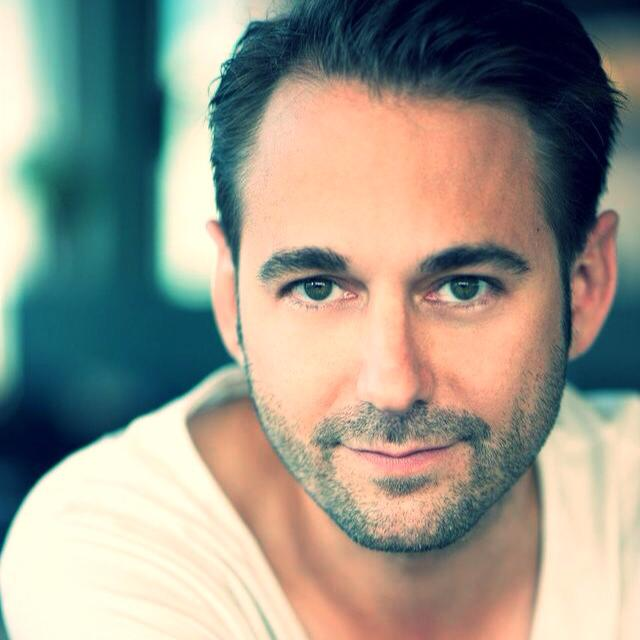
Dennis Wilms (2015)

Dennis Wilms (* 21. März 1975 in Kiel) ist ein deutscher Fernsehmoderator, Podcaster und Musiker. Er wurde bekannt durch die Moderation des Tigerenten Clubs sowie der Wissensshows Planet Wissen und W wie Wissen.

## Leben
Mit 18 Jahren arbeitete Dennis Wilms neben der Schule als Radiomoderator. Nach dem Abitur am Gymnasium Wellingdorf begann er ein Redaktionsvolontariat bei Radio Schleswig-Holstein, dem der Besuch der Akademie für Publizistik in Hamburg folgte. 1996 wechselte er zum Fernsehen und moderierte das Tigerenten Clubhaus auf KiKA, ehe ihn die ARD für die Hauptsendung Tigerenten Club engagierte. Bis 2002 moderierte er mehr als 260 Folgen dieser Kindersendung. Nebenbei war er in den Jahren 1998 und 1999 gemeinsam mit Mike Diehl auch Moderator von Ausgaben der Sendung Chart Attack im ZDF.
Nach dem Tigerenten Club wechselte Wilms 2003 zur Wissensshow Planet Wissen, die werktags von den dritten Fernsehprogrammen ausgestrahlt wird und die er zusammen mit Birgit Klaus moderiert. Kindern und Jugendlichen blieb er aber weiterhin treu; er moderierte von 2004 bis 2006 die Sendung Wir testen die Besten, ein Fernsehquiz für Schüler sowie die Überraschungsshow Ein Star für dich des Fernsehsenders Disney Channel.
Auch musikalisch betätigt er sich. Seine damalige Band Phase Four wurde 1993 mit dem Medienpreis des John Lennon-Förderpreises ausgezeichnet. Er veröffentlichte mit seinen Bands zwei CDs, die in Zusammenarbeit mit Harold Faltermeyer und DJ BoBo entstanden.
Ab 2008 moderierte Wilms als Nachfolger von Ranga Yogeshwar die ARD-Sendung W wie Wissen, die seit 2012 federführend vom Bayerischen Rundfunk produziert wird. Seit Oktober 2009 moderiert er neben der Hamburger Sterne-Köchin Cornelia Poletto auch die wöchentliche Sendung Polettos Kochschule. Im August 2010 schaffte die NDR-SR-Koproduktion, die bis dahin im NDR zu sehen war, den Sprung ins Erste – am Sonntagvormittag. Am 13. Januar 2011 löste Wilms Ingolf Baur als Moderator des SWR-Wissenschaftsmagazins Odysso ab.
Im April 2012 ging Wilms, begleitet von einem Kamerateam des Westdeutschen Rundfunks (WDR), den Jesus Trail von Nazareth nach Kapernaum in Israel. Daraus entstand Der Jesuswanderweg, eine 45-minütige Dokumentation, die erstmals am Karfreitag 2012 im WDR ausgestrahlt wurde.
Von Mai 2015 bis Ende 2016 ist Dennis Wilms Kolumnist und schreibt für Axel Springer SE. Jeden Samstag beantwortete er unter der Marke „WILMS WEISS DAS!“ eine Wissensfrage in der Bundesausgabe der Bild-Zeitung.
Wilms moderierte 2016 bis 2019 diverse geschichtliche Dokumentationen im SWR Fernsehen, darunter Die Schätze des Südwestens, Die Reformation im Südwesten und Die Germanen im Südwesten.
Im Jahr 2019 ist er in der SWR-Sendung Die Sofa-Richter einer der Sofa-Richter. Von 2019 bis 2021 moderierte er das Gesundheitsmagazin rundum gesund im SWR Fernsehen. Von August 2021 bis März 2022 ergänzt Wilms das Reportage-Team des Ostseereport im NDR Fernsehen.

## Bücher
2018 veröffentlichte Wilms Klugen Appetit – Kochen für mehr Power im Kopf zum Thema Brainfood, um Lebensmittel und über 60 Rezepte, die dem Körper und dem Geist helfen sollen, fit zu bleiben.

## Podcast
Seit 2021 talkt Dennis Wilms wöchentlich mit der Hamburger Köchin Cornelia Poletto in ihrem gemeinsamen Podcast Iss was, Hase?!. Darin unterhalten sich beide über Genuss, Mythen und Katastrophen in der Küche, Qualität von Lebensmitteln, Kniffs und Tricks am Herd und beim Einkaufen, Produkte, Lifestyle oder auch mal Tratsch über Kollegen und Kolleginnen. In jeder Folge klingeln Poletto und Wilms zudem bei einem prominenten Gast durch.

## Musik
Seit 2022 produziert Wilms gemeinsam mit dem „Team Düsseldorf“ (Paul Falk, Daniel Sommer und Tim Peters) Popschlager.

## Preise
- 1999 Goldener Felix für den Tigerenten Club
- 2003 Goldener Spatz als Moderator
- 2005 Goldener Spatz für das Quiz Wir testen die Besten
- 2003 Nominierung im Japan Prize in der Kategorie „Adult/Web“ für Planet Wissen
- 2004 Grimme Online Award für Planet Wissen
- 2010 „Lebensbote“ des Bundesverbands der Organtransplantierten, für sein Engagement beim Thema Organspende.
- 2010 Ludwig-Demling-Preis der Gastro-Liga für W wie Wissen
- 2011 Dritter Platz bei der Wahl des Mediuam Magazins zum „Journalisten des Jahres“.[7]

## Diskografie
- Kein Plan (2022, Artists & Acts/Universal)
- Die besten Dinge brauchen Zeit (2022, Via Music Germany/Universal)
- Merci, dass es Dich gibt (2022, Via Music Germany/Universal)
- Zu zweit (2023, Via Music Germany/Universal)
- Die größte Macht der Welt (2023, Via Music Germany/Universal)
- Dürfen wir das mit Anni Perka (2023, Via Music Germany/Universal)
- Nie gesagt (2024, Via Music Germany/Universal)
- 500km (2024, Klondike)
- Wer will schon normal (2024, Klondike)
- Ich bleib nicht nur zum Frühstück (2024, Klondike)